# Issues
Issues (укр. Проблеми) — четвертий студійний альбом рок-гурту Korn, виданий 1999 року на лейблі Immortal Records / Epic Records.
Наприкінці дев'яностих років Korn був одним з найпопулярніших американських рок-гуртів у жанрі ню-метал. Їхні альбоми видавалися мільйонним накладом, а пісні постійно транслювалися на музичних телеканалах та радіостанціях. Четвертий альбом мав стати наступником платівки Follow the Leader (1998), яка посіла перше місце в хіт-парадах та здобула декілька нагород «Греммі», зробивши з музикантів Korn суперзірок[⇨].
У вокаліста Джонатана Девіса незадовго до цього народився син, тому він відмовився від алкоголю та наркотиків і вперше брав участь у створенні пісень повністю тверезим. Для підтримування жорсткої дисципліни в студії було запрошено продюсера Брендана О'Браєна, який допоміг гуртові зосередитися на роботі, а не на вечірках. Протягом трьох місяців було створено шістнадцять пісень, що склали концептуальний альбом, у якому відображалися божевільні думки фронтмена під час різкої детоксикації[⇨].
Issues вийшов 16 листопада 1999 року та очолив американський хіт-парад Billboard 200. Частиною рекламної кампанії альбому були конкурс MTV на найкращу обкладинку, участь Korn в епізоді мультсеріалу «Південний парк» та концерт у відомому гарлемському театрі «Аполло». За перший тиждень у США було продано понад 500 тис. примірників платівки, а за місяць Issues стала тричі платиновою. На пісні «Falling Away from Me», «Make Me Bad» та «Somebody Someone», що вийшли як сингли та стали гучними хітами, було знято відеокліпи[⇨].
Попри неоднозначні відгуки музичних критиків одразу після виходу Issues, із часом він став вважатися одним з найкращих альбомів в дискографії гурту, поступаючись лише Korn (1994) та Follow the Leader (1998), та однією з найяскравіших робіт у жанрі ню-метал[⇨].

## Створення альбому

### Передісторія

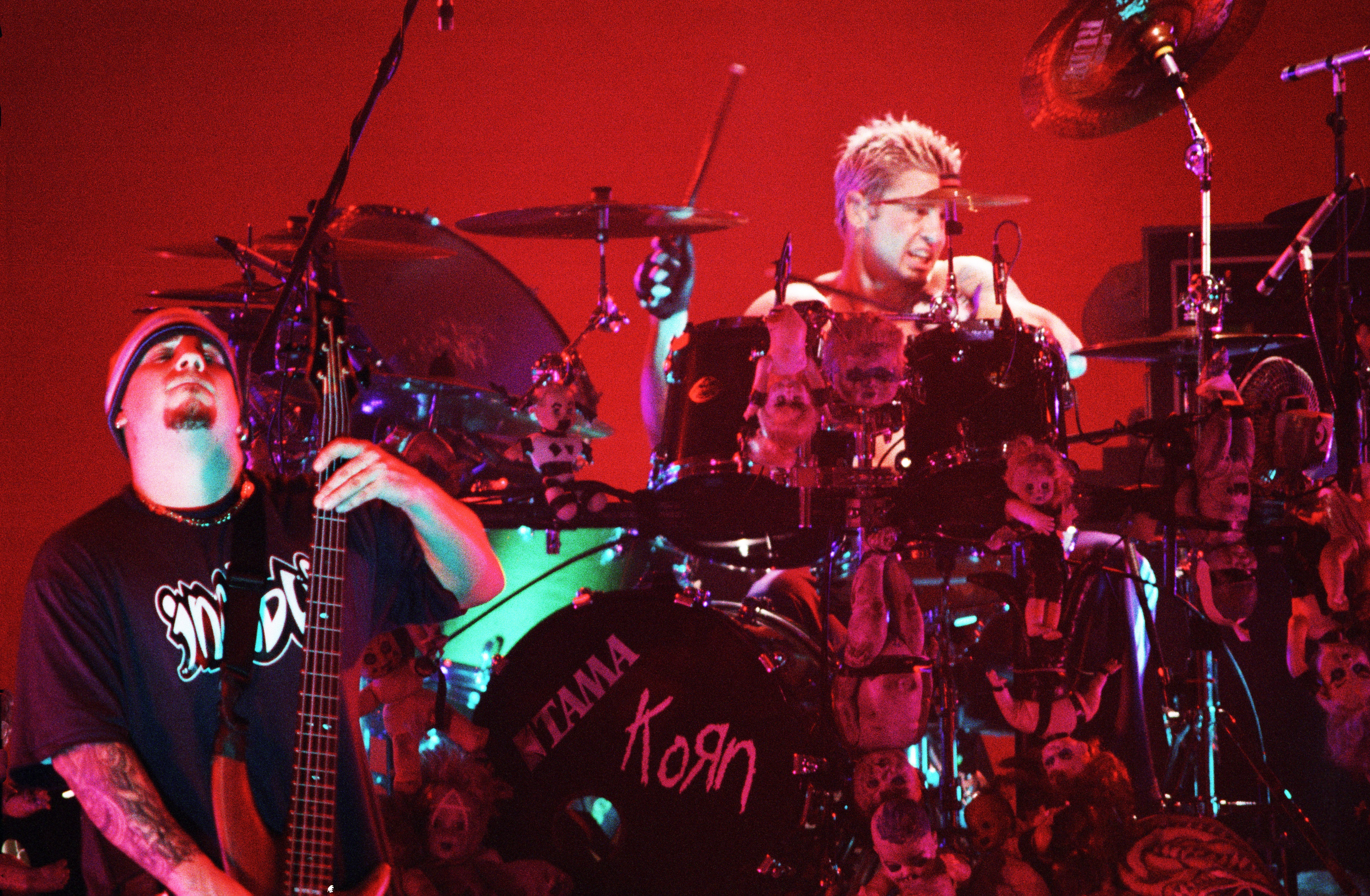
Бас-гітарист Філді та барабанщик Давід Сільверія. 1997 рік

Американський музичний колектив Korn був одним з провідних гуртів альтернативного металу середини 1990-х років. 1993 року його заснували музиканти каліфорнійського метал-гурту LAPD — гітаристи Джеймс Шаффер («Манкі») та Браян Велч («Гед»), бас-гітарист Реджинальд Арвізу («Філді») та барабанщик Девід Сільверія — та вокаліст іншого місцевого колективу Sexart Джонатан Девіс. Демозапис рок-гурту привернув увагу лейблу Epic Records, який 1994 року на своєму імпринті Immortal Records видав перший студійний альбом колективу під назвою Korn. Музиканти поєднували важку музику на низько настроєних семиструнних гітарах і депресивні та похмурі тексти, заклавши в такий спосіб основи стилю ню-метал.
Дві наступні платівки перетворили Korn з андеграундного колективу на рок-зірок. Life Is Peachy (1996) з хітом «A.D.I.D.A.S.» посів третю позицію в американському чарті альбомів, а Follow the Leader (1998) змогла очолити його, закріпивши успіх гурту. Музичні кліпи на пісні «Got the Life» і «Freak on a Leash» регулярно транслювалися на телеканалі MTV, а друге відео, окрім того, принесло Korn першу нагороду «Греммі». Концертний тур Family Values за участі Limp Bizkit, Ice Cube і Rammstein зміцнив позиції колективу на світовій рок-сцені, а альбом Follow the Leader став мультиплатиновим із понад 10 млн проданих примірників в усьому світі.

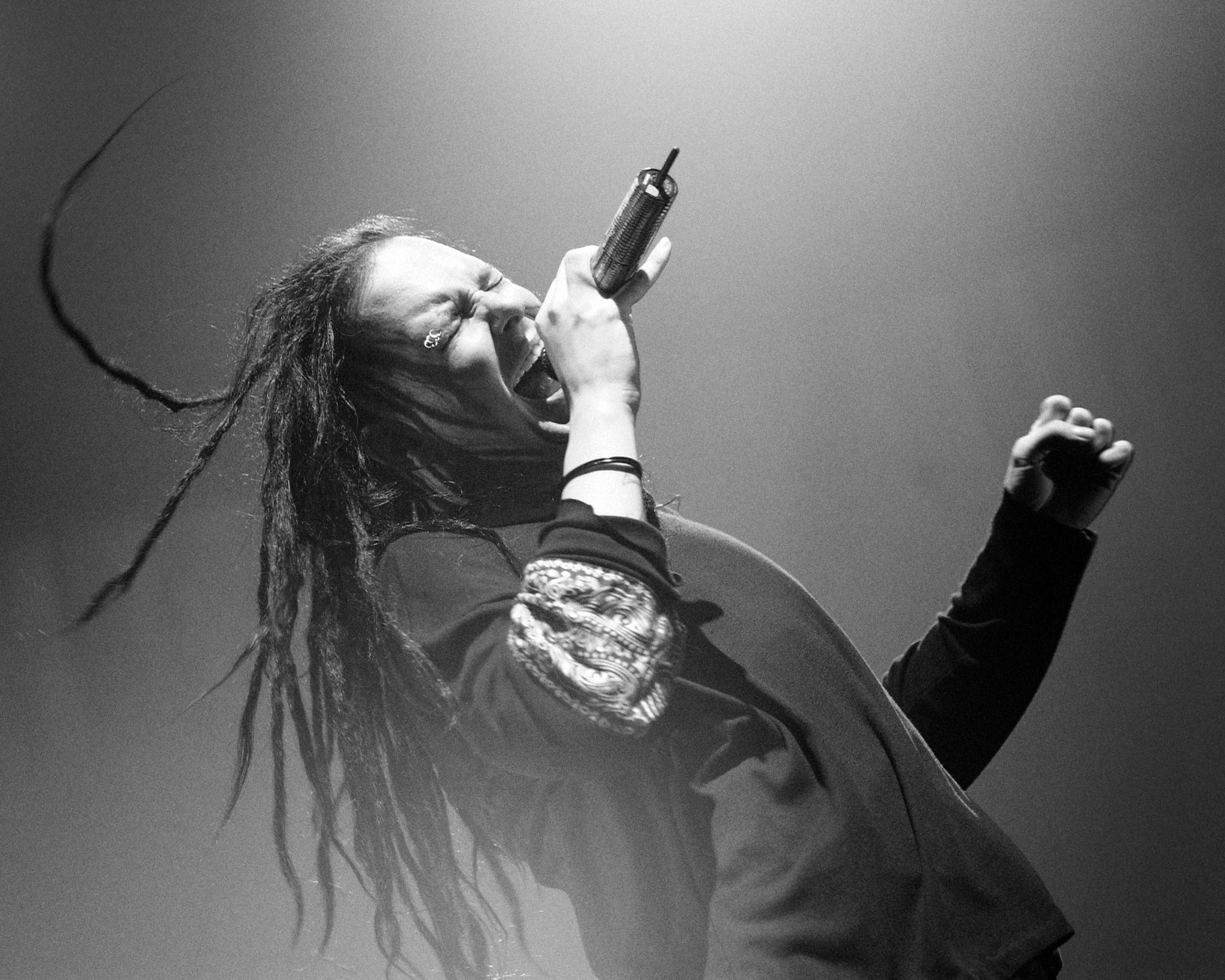
Вокаліст Джонатан Девіс. 2002 рік

Зворотною стороною вибухової популярності Korn стала алкогольна залежність вокаліста Джонатана Девіса. Студійні сесії під час запису альбому Follow the Leader співак пізніше називав «вершиною надмірності рок-н-ролу»: тільки на віскі Jack Daniel's гурт витратив близько 60 тис. доларів. Рік за роком психічне здоров'я Девіса погіршувалося, він переживав панічні атаки, і, щоб із цим впоратися, зловживав метамфетамінами та спиртними напоями. Співак роками безрезультатно намагався боротися з залежністю, але зміг подолати шкідливу звичку лише після народження свого сина Натана 1998 року, коли почав вживати антидепресанти. «Мені прописали прозак. Я почав приймати його пів року тому. Довелося починати з дитячих доз, до того ж я вживаю його в рідкому вигляді, тому що не люблю таблетки. Це робить мене щасливим і нормальним. Тепер я можу впоратися з усім», — зізнався Девіс в інтерв'ю 1999 року.

### Запис альбому
Попередній альбом Korn Follow the Leader вийшов 1998 року, а вже на початку наступного року гурт розпочав роботу над новою роботою. За словами Девіса, вони хотіли бути як Led Zeppelin, випускаючи нові платівки щороку. «Ми б гастролювали, завершували цикл і робили б новий альбом», — пояснював співак. Велш, Шаффер, Арвізу та Сільверія почали джемувати та створювати музику для нових пісень на початку 1999 року. Девіс доєднався до них в репетиційній студії лише в червні, і вже за місяць Korn вирушили до студії, де розпочали запис.
Всі альбоми Korn, які виходили до цього, створювалися під впливом алкоголю та наркотиків, але Issues став першою платівкою, під час запису якої Джонатан Девіс був повністю тверезим. Замість лікування в дорогих реабілітаційних клініках співак вдався до звичайної детоксикації, покладаючись лише на власну силу волі. Також гурт вирішив залучити продюсера Брендана О'Браєна, знаного тим, що він забороняв підопічним розважатися під час студійної роботи. Атмосфера в студії дійсно суттєво відрізнялася від запису попереднього альбому: музиканти були зосереджені на роботі, а не на розгульних вечірках. На думку Джеймса Шаффера, О'Браєн важливу роль у створенні платівки, бо допоміг досягнути правильного звучання та мотивував музикантів власною працьовитістю. Джонатан Девіс також відзначив, що продюсер зміг зробити процес запису пісень простим і зрозумілим, закликаючи не замислюватися над кожним з аспектів занадто довго. Студійна робота тривала близько трьох місяців, протягом яких було записано 16 композицій. Основні сесії відбулися в голлівудській студії A&M Studios, а завершвся запис у власній студії О'Браєна в Атланті.

### Учасники запису
| Авторські права на всі пісні 1999. Пісні написані Korn Авторські права захищені Goathead? Music та Zomba Enterprises, Inc. (ASCAP) Інтермедії створені Tron Korn це: - Джонатан Девіс — вокал, волинка - «Філді» — бас-гітара - «Манкі» — гітари - «Гед» — гітари - Девід Сільверія — барабани Додаткові барабани — Джонатан Девіс Додаткове програмування драм-лупів — Джонатан Девіс, Філді, Джеффі Лубе Продюсував та зводив Брендан О'Браєн Записав Нік Дідія Додаткова звукорежисура та редагування — Тобіас Міллер Записано в A&M Studios, Голлівуд, Каліфорнія (асистент Браян Кук) і Southern Tracks Recording, Атланта, Джорджія (2-й інженер Раян Вільямс; асистент Карл Егсікер) Зведено в Southern Tracks Recording, Атланта, Джорджія Мастеринг — Стівен Маркуссен, студія A&M Mastering Studios, Голлівуд, Каліфорнія Цифрове редагування — Ендрю Гарвер Виконавчі продюсери: Джефф Кватінец і The Firm A&R: Каз Уцуномія для Epic Пітер Каціс для The Firm Маркетинговий і креативний директор для The Firm: Гейл Булвер Координатори виробництва: Ерін Хейлі та Шеріл Монделло Менеджмент: The Firm Беверлі-Гіллз, Каліфорнія Координатори управління: Рейчел Рот і Кейлін Маккарті Бізнес-менеджмент: Майкл Оппенгейм, Gudvi Chapnick & Oppenheim Шерман-Окс, Каліфорнія | Юридичне представництво: Джин Саломон, Mitchell Silberberg & Knupp Лос-Анджелес, Каліфорнія Арткерівник: Еймі Маккулі Переможець конкурсу обкладинок MTV: Альфредо Карлос Фіналісти: Вінс Куо, Джаміль «Фенікс» Кларк і Бред Ламберт Фото: Кевін Керслейк Система препродакшна: Schubert Systems Інженер препродакшни: Кріс Берд Репетиційна студія: SST Studios, Лонг-Біч, Каліфорнія Студійний гітарний технік: Майкл Віллаловос Студійний барабанний технік: Джад Каліш Фан-клуб Korn: Fans UV Korn Лос-Анджелес, Каліфорнія Сайт Korn: http://www.korn.com Команда Korn: Скіп Рікерт, Лок, Джошуа Аллен, Каре Беар, Денні Гамільтон, Грем Холмс, Білл Шеппелл, Скотт Таттер, Джастін Коллі, Како, Девід Лі, Джадд Каліш, Білл Сіткевич, Нік Лео, Ден «Leatha Love» Берд, Джим Містлер, Френк Моріарті, Білл Бойд, «Джей» Денніс, Люк Уллетт, Саймон «Brown Guy» Пагані, Білл Конте Обладнання Korn: Ibanez, підсилювачі Mesa Boogie, струни Dean Markley, кабелі Monster Cable, барабанні палички Vater, барабани Tama, тарілки Paiste, Korg, мікрофони Shure Brothers, Roland, Electro Harmonix, підсилювачі Line 6 Korn хоче подякувати нашій родині, друзям і всім, хто допомагав нам протягом багатьох років «Korn» і є зареєстрованою торговою маркою Korn partnership Каталог Korn також включає: Korn (66633) Life Is Peachy (67554) Follow the Leader (69001) Family Values Tour '98 — альбом (69904) та відео (50188) Who Then Now — відео (50153) |

## Зміст альбому

### Музика і тексти
Музично Issues продовжувала стилістичний напрямок, започаткований на попередньому альбомі гурту Follow the Leader: Korn грали альтернативний метал на низько настроєних семиструнних гітарах, поєднуючи неблагозвучні атональні рифи з мелодійними хуками, фанковими партіями бас-гітари, елементами електронної музики та «змученим» співом Джонатана Девіса. Музиканти свідомо хотіли зробити звучання нового альбому подібним до своїх минулих робіт: «Послухавши платівку, ви не повернетеся та не спитаєте: „Чорт, хто це такі?“ Ви отримаєте те, що хотіли почути». Щодо відмінностей, на Issues стало менше елементів хіп-хопу та реп-року; в цьому жанрі лідерами залишалися друзі та колеги Korn із Limp Bizkit. Нова платівка, що містила складніші пісні з численними змінами темпу та музичного розміру, вийшла ближчою до хеві-металу або прогресивного року. Змінилася й манера виконання Джонатана Девіса, який замість речитативу став більше співати на різні голоси, поєднуючи високий та майже «жіночий» чистий вокал із низьким грубим гарчанням. Музичні оглядачі помічали на Issues вплив Nine Inch Nails (насичене та брудне звучання), Soundgarden (мелодії та великі гранджові приспіви) та раннього Marilyn Manson (індустріальна музика з готичним вокалом), а в журналі Entertainment Weekly альбом порівняли з «Queen, які зробили кавер на Melvins».
Тексти відображали нестабільний психічний стан Девіса, який він, припинивши вживати алкоголь, долав за допомогою антидепресантів. Співак спочатку був занепокоєний тим, що ліки може вплинути на його креативність, але зрештою був задоволений ефектом препаратів. Як і на попередніх альбомах, Девіс присвячував тексти похмурим і депресивним темам, торкаючись питань домашнього насильства, убивства, зґвалтування, інцесту, зраненої психіки, відносин між батьками та дітьми і передаючи цілу гаму почуттів, притаманних підліткам, як то біль, страждання, депресія, параноя або думки про самогубство. Пригнічений настрій пісень вирізняв Korn серед інших тогочасних реп-рокових колективів, зокрема Rage Against the Machine, що приділяли увагу політиці, або Limp Bizkit, чиї тексти зазвичай мали гумористичний характер. Серед нових тем, які з'явилися на Issues — вплив слави та відносини з фанатами гурту, а також боротьба Девіса з алкогольною залежністю. Сам співак визнавав, що Issues став концептуальним та автобіографічним альбомом, в якому зображено, як він сам божеволіє через відмову від алкоголю та наркотиків.

### Обкладинка та назва

Переможець і фіналісти конкурсу MTV на найкращу обкладинку альбому Korn

Обкладинка альбому була обрана завдяки організованого телеканалом MTV конкурсу, в рамках якого будь-хто міг надіслати власний варіант. Самих музикантів у першу чергу цікавили абстрактні зображення або стилізовані малюнки членів гурту. Надійшло декілька тисяч робіт, що зберігалися в окремій кімнаті, яку учасники колективу відвідували, складаючи в окремі купи зображення, що їм подобалися. В прямому ефірі на телешоу Total Request Live було оголошено, що переможцем і володарем чека на 10 тис. доларів став Альфред Карлос і його малюнок із пошматованою лялькою-мотанкою, надісланий на конкурс у коробці з-під піци. Роботи трьох інших фіналістів використовувалися для спеціальних видань платівки, а лялька з основної обкладинки врешті-решт стала вважатися одним з символів гурту. Джонатан Девіс називав її «нашим Едді», посилаючись на маскота гурту Iron Maiden.
Назву альбому «Issues» (укр. Проблеми) пов'язували з негараздами в житті фронтмена. В британському журналі NME Джонатана Девіса порівняли із важкою дитиною, про яку, використовуючи професійний сленг психологів, можна сказати «в нього проблеми» (англ. he's got issues). У газеті New York Daily News також звернули увагу на термін «проблеми», що використовується психологами, зауваживши: «Не дивно, що метал-гурт обрав для свого четвертого альбому саме таку назву».

### Список пісень
Альбом складається з шістнадцяти пісень загальною тривалістю близько 53 хвилин. Окрім звичних багатохвилинних композицій, Issues містить декілька коротких інтерлюдій, які, за словами Девіса, відображали дивні думки, що виникали в його голові в стані різкої детоксикації. Їхнє авторство належить віртуальному колективу «Tron», що складався з Джонатана Девіса та Брендана О'Браєна, які експериментували з електронною музикою, звуковими петлями, ударними та клавішними інструментами. Жартівлива назва «Tron» означала, що при запису використовувалися інструменти, назви яких закінчувалися на «-трон», як то мелотрон або оркестрон.
| Issues | Issues                         | Issues     |
| #      | Назва                          | Тривалість |
| ------ | ------------------------------ | ---------- |
| 1.     | «Dead»                         | 1:12       |
| 2.     | «Falling Away From Me»         | 4:30       |
| 3.     | «Trash»                        | 3:27       |
| 4.     | «4 U»                          | 1:42       |
| 5.     | «Beg For Me»                   | 3:53       |
| 6.     | «Make Me Bad»                  | 3:55       |
| 7.     | «It's Gonna Go Away»           | 1:30       |
| 8.     | «Wake Up»                      | 4:07       |
| 9.     | «Am I Going Crazy»             | 0:59       |
| 10.    | «Hey Daddy»                    | 3:44       |
| 11.    | «Somebody Someone»             | 3:47       |
| 12.    | «No Way»                       | 4:08       |
| 13.    | «Let's Get This Party Started» | 3:41       |
| 14.    | «Wish You Could Be Me»         | 1:07       |
| 15.    | «Counting»                     | 3:37       |
| 16.    | «Dirty»                        | 7:50       |
| 53:09  |                                |            |

| All Mixed Up (бонус-диск) | All Mixed Up (бонус-диск)           | All Mixed Up (бонус-диск) |
| #                         | Назва                               | Тривалість                |
| ------------------------- | ----------------------------------- | ------------------------- |
| 1.                        | «A.D.I.D.A.S.» (Radio Mix)          | 2:34                      |
| 2.                        | «Good God» (Dub Pistols Mix)        | 6:20                      |
| 3.                        | «Got The Life» (Josh Abraham Remix) | 4:01                      |
| 4.                        | «Twist/Chi» (Live)                  | 5:05                      |
| 5.                        | «Jingle Balls»                      | 3:27                      |
| 21:27                     |                                     |                           |

Альбом відкриває хвилинна композиція «Dead» (укр. Мертвий), в якій під акомпанемент волинок та трип-хопового барабанного біта Джонатан Девіс шепоче «Все, чого я хочу в житті, це бути щасливим», після чого вступає госпел-хор, що проголошує «Це навіть смішно, наскільки ж все може бути погано». Провідний сингл з альбому «Falling Away from Me» (укр. Залишає мене) розпочинається з атмосферної мелодії на клавішних, але швидко переходить до важких гітарних рифів. Емоційний текст пісні присвячений домашньому насильству, жертва якого співає «Вони тиснуть на мене, вони нікуди не дінуться», а у приспіві додає «Бий мене, бий мене / Вниз, вниз / У землю». У композиції «Trash» (укр. Сміття) ролі змінюються: головним героєм стає людина, яка скаржиться на наявність совісті та визнає, що «маленькі дівчатка змушують мене відчувати себе таким збудженим». Коротка, повільна та похмура «4 U» (укр. Для вас), схожа на атмосферну баладу у стилі Pink Floyd, є зверненням до фанатів гурту: «Ви ніколи не дізнаєтеся, що я зробив для вас». Тема популярності продовжується у «Beg for Me» (укр. Благати про мене), де фронтмен Korn розповідає про негативні наслідки слави: оточення постійно за ним спостерігає, через що в його голові з'являються «злі голоси».
Пісня «Make Me Bad» (укр. Робить мені боляче), що стала другим синглом з альбому, поєднує хіп-хопові ритми та важкі гітарні рифи. Джонатан Девіс розмовляє сам із собою на різні голоси, розмірковуючи про власні погані звички та сприйняття себе самим собою та оточенням. Після короткої інтерлюдії «It's Gonna Go Away» (укр. Воно піде) йде енергійна «Wake Up» (укр. Прокидайтеся!), присвячена проблемам всередині колективу: співак спочатку кричить «Прокидайтеся!», а потім запевняє інших учасників гурту, що «Ви мої брати, і за кожного я б помер!» Наступна проміжна композиція із промовистою назвою «Am I Going Crazy?» (укр. Чи я сходжу з розуму?) переходить у «Hey Daddy» (укр. Привіт, тато), своєрідну варіацію пісні «Daddy» з дебютного альбому гурту.
Заключну третину альбому відкриває «Somebody Someone» (укр. Хтось, хто-небудь), повільна та важка композиція з драйвовою ритм-секцією, що описує стосунки з людиною, яка не відповідає взаємністю: «Я не можу дозволити тобі виграти / Я просто спостерігаю за тобою / І я не знаю, що робити / Почуваюся дурнем всередині». Після «No Way» (укр. Немає виходу) йде «Let's Get This Party Started» (укр. Почнемо вечірку), яка складається з трьох несхожих частин: вступу зі страждальним голосом Девіса, передприспіву у жанрі нью-вейв і приспіву із хіп-хоповим барабанним бітом. Інтерлюдія «Wish You Could Be Me» (укр. Опинись на моєму місці) знову описує болісні наслідки слави. Передостання композиція «Counting» (укр. Рахувати) містить критику на адресу діячів музичної індустрії, які ошукують артистів. Завершальна пісня «Dirty» (укр. Брудний), наближена до індастріал-року, закінчується чотирма хвилинами білого шуму.
Бонус-диск до альбому містив п'ять композицій. Чотири з них були переробленням вже відомих пісень: радіоверсія «A.D.I.D.A.S.», електронні ремікси «Good God» та «Got the Life», а також концертна версія «Twist/Chi». Єдиною новинкою стала «Jingle Balls», кавер-версія різдвяного хіта «Jingle Bells».

## Вихід альбому
| Чарт (1999)                                          | Найвища позиція |
| ---------------------------------------------------- | --------------- |
| Австралія Australian Albums (ARIA)                   | 1               |
| Австрія Austrian Albums (Ö3 Austria)                 | 13              |
| Бельгія Belgian Albums (Ultratop Flanders)           | 28              |
| Бельгія Belgian Albums (Ultratop Wallonia)           | 44              |
| Канада Canadian Albums (Billboard)                   | 2               |
| Нідерланди Dutch Albums (MegaCharts)                 | 13              |
| Європа Europe (European Top 100 Albums)              | 8               |
| Фінляндія Finnish Albums (Suomen virallinen lista)   | 4               |
| Франція French Albums (SNEP)                         | 12              |
| Німеччина German Albums (Offizielle Top 100)         | 9               |
| Угорщина Hungarian Albums (Mahasz)                   | 19              |
| Ісландія Icelandic Albums (Tonlist)                  | 2               |
| Італія Italian Albums (FIMI)                         | 41              |
| Японія Japanese Albums (Oricon)                      | 19              |
| Норвегія Norwegian Albums (VG-lista)                 | 10              |
| Нова Зеландія New Zealand Albums (Recorded Music NZ) | 2               |
| Португалія Portuguese Albums (AFP)                   | 2               |
| Шотландія Scottish Albums (OCC)                      | 37              |
| Швеція Swedish Albums (Sverigetopplistan)            | 42              |
| Швейцарія Swiss Albums (Schweizer Hitparade)         | 86              |
| Велика Британія UK Albums (OCC)                      | 37              |
| США Billboard 200                                    | 1               |

| Хіт-парад (1999)                    | Позиція |
| ----------------------------------- | ------- |
| Australian Albums (ARIA)            | 18      |
| Canada Top Albums/CDs (RPM)         | 98      |
| Хіт-парад (2000)                    | Позиція |
| Belgian Albums (Ultratop Flanders)  | 98      |
| Canadian Albums (Nielsen SoundScan) | 134     |
| US Billboard 200                    | 19      |

| Регіон                                                                                          | Сертифікація  | Продажі    |
| ----------------------------------------------------------------------------------------------- | ------------- | ---------- |
| Австралія (ARIA)                                                                                | 2× Платиновий | 140 000^   |
| Канада (Music Canada)                                                                           | 2× Платиновий | 200 000^   |
| Німеччина (BVMI)                                                                                | Золотий       | 150 000^   |
| Нідерланди (NVPI)                                                                               | Золотий       | 50 000^    |
| Нова Зеландія (RIANZ)                                                                           | Платиновий    | 15 000^    |
| Польща (ZPAV)                                                                                   | Золотий       | 50 000*    |
| Велика Британія (BPI)                                                                           | Золотий       | 100 000*   |
| США (RIAA)                                                                                      | 3× Платиновий | 3 000 000^ |
| *продажі, що базуються лише на сертифікаціях ^відвантаження, що базуються лише на сертифікаціях |               |            |

### Просування
Перший сингл «Falling Away From Me» потрапив до епізоду мультсеріалу «Південний парк», що мав назву «Чудова загадка гурту Korn про піратського привида» і вперше був показаний 27 жовтня 1999 року. Серія була пародією на інший мультсеріал «Скубі-Ду», а Korn грали роль членів корпорації «Таємниця».
Незадовго до виходу альбому, попри застереження «адвокатів та корпоративного естеблішменту», гурт завантажив MP3-файл із синглом «Falling Away from Me» на свій сайт. Korn звернулися до своїх шанувальників, закликаючи їх послухати сингл і розіслати електронні листи десяти своїм друзям із проханням зробити те ж саме. Музиканти пообіцяли, що за кожен підпис у гостьовій книзі на сайті гурту вони передадуть пожертву дитячим організаціям. Активність шанувальників була настільки високою, що Korn врешті довелося відправити на благодійність понад 250 тисяч доларів.
Напередодні релізу, 15 листопада 1999 року, гурт виступив в театрі «Аполло» в нью-йоркському Гарлемі. Для відомої концертної зали, де переважно виступали афроамериканські музиканти, це був перший концерт «білих» рок-виконавців з часів Бадді Голлі. Більшість квитків було розіграно між шанувальниками гурту, а виступ транслювався по радіо та інтернету. Протягом концерту, що тривав близько 50 хвилин, Korn зіграли всі пісні з нового альбому, без виходу на біс. У виступі взяв участь Оркестр волинок та барабанів Нью-йоркської поліції (англ. NYPD Pipes & Drums), що виконав вступну композицію «Dead», та хор із десяти співаків. Багато пісень, що було зіграно того вечора (та ж «Dead», а також «Wake Up», «Am I Going Crazy», «Hey Daddy», «No Way» та «Wish You Could Be Me»), після цього ніколи не виконувалися наживо.

### Вихід альбому та синглів
Альбом Issues вийшов 16 листопада 1999 року на імпринті Immortal Records мейджор-лейблу Epic Records. Платівка продавалася у форматі компакт-диска, а також як подвійний альбом на вінілі. Основний тираж був надрукований з обкладинкою з лялькою-мотанкою, що перемогла в конкурсі MTV. Обмеженим накладом виходили примірники альбому з трьома альтернативними обкладинками, фіналістами того ж конкурсу. Ще один, п'ятий варіант обкладинки, використовувався для перевидання, присвяченого європейському турне гурту (англ. Tour Edition). В деяких країнах альбом вийшов із бонус-диском, що містив п'ять додаткових треків; 2001 року ці пісні вийшли окремим мініальбомом All Mixed Up.
Issues дебютував на першому місці хіт-параду Billboard 200, випередивши нові альбоми Dr. Dre 2001 та Селін Діон All the Way… A Decade of Song. За перший тиждень було продано понад 575 тис. примірників альбому, а вже за місяць він був сертифікований як тричі платиновий. Протягом наступних двадцяти років у США було продано понад 5 млн примірників Issues, а по всьому світові — більш ніж 13 млн екземплярів.
Альбом супроводжувався синглами «Falling Away From Me» та «Make Me Bad». Перший з них потрапив на 99 місце в американському чарті синглів Billboard Hot 100. Обидва також увійшли до десятки найкращих пісень в хіт-парадах мейнстримного та альтернативного року.

### Відеокліпи
1. Korn — Falling Away from Me на YouTube
2. Korn — Make Me Bad на YouTube
3. Korn — Somebody Someone на YouTube

Музичний кліп на провідний сингл «Falling Away from Me» зняв Фред Дерст, фронтмен американського ню-метал-гурту Limp Bizkit. Відео розпочиналося з анімаційних кадрів, якими закінчувався попередній кліп Korn «Freak on a Leash». Головним героєм відеокліпу є дівчинка-підліток (акторка Джилл Ноель), яка відкриває у спальні коробку і бачить мініатюрних персонажів Korn, що виконують цю пісню. Вона плаче, згадуючи, як її бив батько, і врешті-решт біжить з кімнати через вікно, доєднуючися до інших дітей на вулиці. Хоча Джонатан Девіс і вважав концепцію Дерста жахливою, вона сподобалася іншим учасникам гурту. «Falling Away from Me» було номіновано на отримання премії MTV Video Music Awards в категорії «Найкраще рок-відео», де він поступився іншому кліпу, знятому Дерстом — «Break Stuff» Limp Bizkit.
Відеокліп на другий сингл «Make Me Bad» став одним з найдорожчих за всю історію гурту. Його режисер Мартін Вайс зняв короткий науково-фантастичний фільм, до якого залучив таких професійних акторів, як Бриджит Нільсен або Удо Кір. Події кліпу нагадують епізод кінофраншизи «Чужий», в якому музиканти Korn грають пацієнтів лікарні, в тілі яких знаходять невідомих істот.
Третій відеокліп «Somebody Someone» вирішили зробити набагато простішим, відмовившись від поступового ускладнення, яке спостерігалося у попередніх роботах гурту. Відео зняли протягом двох діб в одній локації, після чого додали до нього комп'ютерні спецефекти. За сюжетом, гурт виконує пісню в кімнаті, а за їхнім виступом спостерігають мухи, таргани та павуки. Режисером кліпу так само став Мартін Вайс.

### Концертне турне
Концертний тур на підтримку Issues тривав з лютого по серпень 2000 року та отримав назву Sick and Twisted Tour (укр. Хворий та збочений тур). Грандіозне турне, що супроводжувалося концертами на найбільших аренах, стало одним із масштабніших за всю історію гурту. Разом із Korn виступали й інші ню-метал-гурти: Staind, Papa Roach, Powerman 5000. Окрім цього, на концертах демонструвалися дорослі анімаційні ролики виробництва Spike and Mike's Festival of Animation, які можна було побачити в мультсеріалах «Бівис і Батхед» та «Південний парк».

## Сприйняття

### Критичні відгуки
Одними з перших на Issues відреагували оглядачі американських щоденних газет. Джим Фарбер з New York Daily News назвав альбом «галасливим і переконливим поглядом у життя розладнаного розуму», який міг би стати саундтреком до фільму жахів. В газеті Los Angeles Times альбом оцінили на дві з половиною зірки з чотирьох, зіронізувавши щодо його підліткових текстів («Ах, бути молодим та страждати»). Водночас у виданні визнали платівку найзрілішою з погляду музичного наповнення роботою гурту, порівнявши її з творчістю Трента Резнора.
У професійних музичних виданнях альбом отримав невисокі оцінки. Том Сінклейр з розважального журналу Entertainment Weekly надав платівці рейтинг «C» («Середній. Не добре, не погано. Критик знизує плечима»). Згадуючи про алкоголізм Джонатана Девіса, оглядач не втримався від порівняння Issues із «білою гарячкою, покладеною на музику». На думку Сінклейра, тексти з альбому межують із самопародією, а «індустріальна потужність [Issues] швидко вщухає, не залишаючи нічого, крім дзвону у вухах». Джон Парелес (Rolling Stone) оцінив Issues на три зірки з п'яти, звинувативши гурт у переході «від катарсису до кар'єризму» та зауваживши, що шанувальникам буде нецікаво слухати про проблеми Korn, пов'язані зі славою та зірковим статусом. Джим Волш (Spin) назвав Korn «ймовірно, найбільшим рок-гуртом у світі на цей момент» і відзначив, що «на Issues Korn вчергове зміг згуртувати націю відчуження». Автор «Посібника для споживачів», американський музичний журналіст Роберт Крістгау, оцінив альбом символом  (англ. Dud, укр. нікчема, підробка), що означає «поганий запис, деталі якого рідко заслуговують на подальші роздуми».
Одну з найнижчих оцінок — три зірки з десяти — альбом отримав на сайті PopMatters. Майк Пейс назвав Korn одним із багатьох «позбавлених інтелекту псевдо-реп-метал-гуртів, які проросли, як польові квіти», їхню музику — «посередньою в усіх аспектах: недостатньо злою, недостатньо голосною, недостатньо щирою», а сам альбом — платівкою, в якій він не бачить абсолютно нічого хорошого, окрім обкладинки. На його думку, мільйони шанувальників Korn навіть не здогадуються про безліч інших гуртів, таких як Cave In, Botch або Snapcase, що переважають Korn за рівнем інтелекту та агресивності. На іншому боці спектра рецензія Стівена Томаса Ерлвайна в музичному каталозі AllMusic, в якій Issues отримав чотири з половиною зірки з п'яти. На думку оглядача, платівка хоч і поступається в окремих аспектах попереднім роботам гурту, вона водночас демонструє, наскільки вміло Korn володіють власним потужним і емоційним звучанням та доводить, що колектив є справжнім лідером альтметалевого руху.

### Історичне значення
Issues було записано на піку популярності Korn наприкінці 1990-х років, коли музиканти були справжніми суперзірками, не поступаючись відомим на той час попвиконавцям. Альбом одразу очолив американський хіт-парад, став тричі платиновим, а також містив три хітові сингли, що вважаються одними з найкращих пісень у каталозі гурту — «Falling Away from Me», «Make Me Bad» та «Somebody Someone». Своєю успішністю альбом завдячував поверненню до похмурих тем пісень, від яких відмовилися на попередньому альбомі гурту, зі збереженням високої якості виробництва, досягнутої на платівці Follow the Leader. На сайті Loudwire Issues поставили на третє місце в рейтингу найкращих альбомів Korn, зауваживши, що на ньому немає жодної прохідної пісні. Аналогічну позицію платівка посіла в рейтингу сайту Consequence, поступившись лише Korn та Follow the Leader. В журналі Revolver Issues оцінили ще вище, поставивши її на друге місце та назвавши «однією з найбільш рефлективних та показових» робіт гурту. Джонатан Девіс у власному рейтингу альбомів Korn, опублікованому 2015 року, розмістив альбом на п'ятому місці, нижче, ніж Untouchables (2002) і The Path of Totality (2011), окремо відзначивши внесок продюсера Брендона О'Браєна.
Issues вважається яскравим представником жанру ню-метал, але не настільки впливовим, як ранні альбоми гурту. На сайті Loudwire його поставили на 15 місце в списку найкращих ню-метал-альбомів всіх часів, нагадавши, що на момент виходу він отримав змішані відгуки критиків. На сайті numetalagenda.com його поставили ще нижче — на 91 позицію, — пояснивши це тим, що виправдати очікування, встановлені попередньою платівкою Follow the Leader, було дуже важко. Менше з тим, на думку оглядача вплив платівки на музичну індустрію кінця дев'яностих років не варто недооцінювати: «Здавалося, що Сполучені Штати були країною Korn, бо пісень гурту було неможливо уникнути на телебаченні та на радіо. Розчарування, яке всі вважали неминучим, вдалося не тільки уникнути, але й подарувати шанувальникам неймовірний запис, який тримався протягом останніх двадцяти п'яти років, як і його попередники».